# Fairuza Balk
Fairuza Alejandra Balk (Point Reyes Station, 21 mei 1974) is een Amerikaanse actrice.

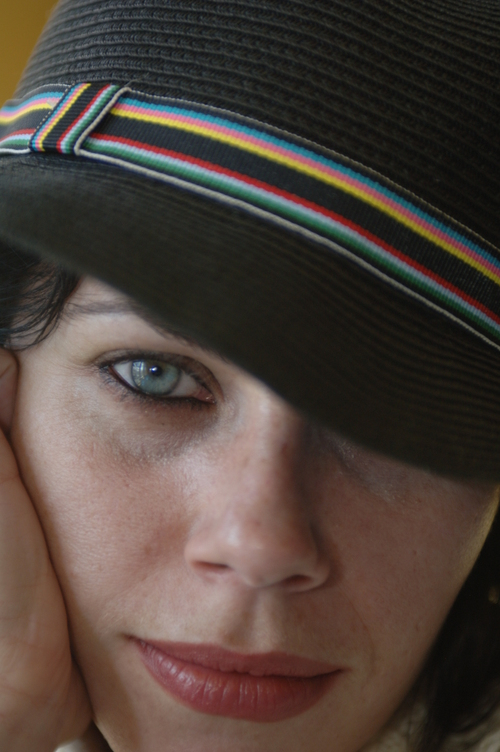
Balk in 2009.

## Biografie
Balks moeder, Cathryn Balk, was ten tijde van haar geboorte een buikdanseres en was van Nederlandse afkomst. Haar vader was Solomon Feldthouse, een rondreizende muzikant.
Nadat haar ouders scheidden, reisde ze samen met haar moeder rond door heel Amerika. Ze werd als kind opgevoed in San Francisco.
Toen ze 11 was, verhuisden ze naar Londen. Hier nam ze een professionele baan als acteur aan. Een van de bekendste films waar ze als kind een hoofdrol in had, was Return to Oz (1985). Hierin speelde ze de rol van Dorothy.
Ze heeft rond deze tijd nog in Parijs en Vancouver gewoond, maar verhuisde begin jaren 90 naar Hollywood. Ze bouwde hier al snel een succesvolle carrière op. In 1992 kreeg ze een Independent Spirit Award voor haar rol in Gas, Food Lodging.
Na een paar minder bekende films, kreeg ze haar grote doorbraak in 1996. Ze speelde toen een hoofdrol in de wicca-film The Craft. Een andere rol van Balk was in 1998 in de film American History X. Ook had ze een klein rolletje in Almost Famous (2000).
Sinds de 21e eeuw speelt Fairuza in weer wat onbekendere films. Ook heeft ze al meer dan eens haar stem ingesproken voor een computerspel.

## Filmografie
- The Best Christmas Pageant Ever (1983, tv)
- Return to Oz (1985)
- The Walt Disney Comedy and Magic Review (1985)
- Deceptions (1986, tv)
- The Worst Witch (1986, tv)
- Discovery (1986)
- Poor Little Rich Girl: The Barbara Hutton Story (1987, tv)
- The Outside Chance of Maximilian Glick (1988)
- Valmont (1989)
- Deadly Intentions....Again (1991, tv)
- Gas, Food Lodging (1992)
- Shame (1992, tv)
- The Danger of Love (1992, tv)
- Murder in the Heartland (1993, tv)
- Imaginary Crimes (1994)
- Tollbooth (1994)
- Things to Do in Denver When You're Dead (1995)
- Shadow of a Doubt (1995, tv)
- The Craft (1996)
- The Island of Dr. Moreau (1996)
- The Maker (1997)
- American Perfekt (1997)
- There's no Fish Food in Heaven (1998)
- American History X (1998)
- The Waterboy (1998)
- Red Letters (2000)
- Almost Famous (2000)
- Personal Velocity (2002)
- Deuces Wild (2002)
- What Is It? (2005)
- Don't Come Knocking (2005)
- A Year and a Day (2005)
- Wild Tigers I Have Known (2006)
- Pick Me Up (deel 1.11 van Masters of Horror, 2006)
- Grindstone Road (2008)
- Humboldt County (2008)
- Dose of Reality (2013)
- Ray Donovan (2015, televisieserie)
- August Falls (2017)
- Hell Is Where the Home Is (2018)
- The Craft: Legacy (2020)

## Stemacteur
- Family Guy (1999, animatieserie)
- Grand Theft Auto: Vice City (2002, computerspel)
- Lords of EverQuest (2003, computerspel)

## Trivia
De naam Fairuza betekent turkoois in het Perzisch (Farsi).